# Berliner Gewerbeausstellung 1879
De Berliner Gewerbeausstellung 1879 was een technische tentoonstelling die in 1879 in de Duitse hoofdstad Berlijn werd gehouden. Behalve een presentatie van technische vindingen was het ook een attractiepark voor de bezoekers.
De publiekstrekker was de door Siemens en Halske gebouwde elektrische trein, die reed op een traject van 300 meter. Maar liefst 90.000 bezoekers maakten tijdens de tentoonstelling een rit met de eerst elektrische trein ter wereld. De trein is vervolgens ook getoond in Frankfurt am Main, Brussel, Londen, Moskou en Kopenhagen. De tentoonstelling werd georganiseerd door de daar toe opgerichte Verein Berliner Kaufleute und Industrieller. Deze vereniging maakte zich daarna sterk voor een wereldtentoonstelling in Berlijn. Dit resulteerde in de wereldtentoonstelling van 1896 in Berlijn.